# Градска галерија Вишеград
Градска галерија Вишеград отворена 1996. године налази се у згради Дома културе у Вишеграду. Садржи поставку вриједних умјетничких дјела. Већина експоната настала је током одржавања Међународног ликовног саборовања у Вишеграду. Међународна ликовна колонија је окупила око 25 умјетника из Републике Српске, Федерације БиХ, Србије и Црне Горе. Ликовна колонија Одржава се сваке године крајем мјесеца августа. 
Градска галерија није била у функцији три године. обновљена је у 2017. години и за директора постављен је Славко Тушевљак. По први пут у склопу ликовне колоније учешће су имали и фотографи фото клуба Вишеград. Дружењем ликовних умјетника из регијона и чланова фото клуба Вишеград рад градске галерије је успјешнији.